# منطقه آرائوکانیا
منطقه آرائوکانیا (به اسپانیایی: Araucanía Region) یک سکونتگاه مسکونی در شیلی است که در شیلی واقع شده‌است.

## خصوصیات
منطقه آرائوکانیا ۸۸۹٬۹۴۲ نفر جمعیت دارد.